# Travelcard

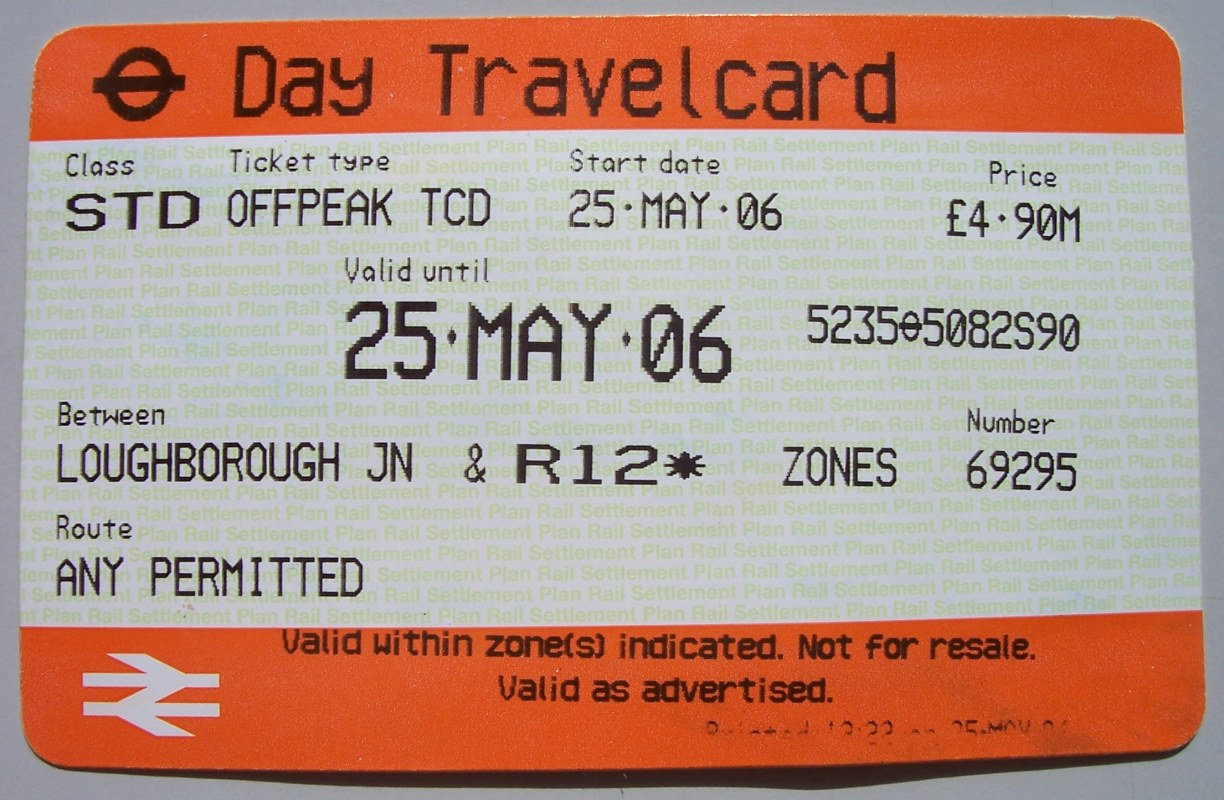
Bitllet d'un dia de National Rail.

Una Travelcard és un bitllet intermodal, vàlid per a un període, des d'un dia a un any, que es fa servir en la majoria de transports públics del Gran Londres. El bitllet és expedit per Transport for London i National Rail i es poden utilitzar en les diferents rutes d'ambdós.

## Modes de transport
- London Buses, incloent alguns serveis de fora del Gran Londres.
- Metro de Londres
- London Overground
- Docklands Light Railway
- National Rail exceptuant Heathrow Express.
- Tramlink